# 1981-es Formula–1 világbajnokság
Az 1981-es Formula–1-es szezon volt a 32. FIA Formula–1 világbajnoki szezon. 1981. március 15-étől október 17-éig tartott, összesen tizenöt futamon keresztül, melyek közül a dél-afrikai nagydíjat a FISA és a FOCA háborúja miatt végül nem tekintették a bajnoki küzdelmek részének.
Ez volt az első idény, amelynek hivatalosan is FIA Formula–1 világbajnokság volt a neve, a korábbi Versenyzői Világbajnokság és Konstruktőrök Nemzetközi Kupája helyett. A Brabham csapat tulajdonosa, Bernie Ecclestone tevékenységének köszönhetően ebben az évben kötötték meg az első Concorde-szerződést, amely elindította a sportágat a nyereséges üzleti jelleg felé. Ettől fogva a csapatok az egész idényre, nem pedig csak külön-külön a futamokra neveztek be, és meghatározásra került az eredményekért járó pénzjutalom is. Minden versenyre egységesített szabályokat vezettek be, és a következő idénytől kezdve a nevező csapatoknak a saját szellemi tulajdonát kellett hogy képezze a versenyautó kasztnija – ezzel gyakorlatilag egyesítve a nevező csapatot és a konstruktőrt.
Nelson Piquet visszavágott Alan Jonesnak az egy évvel korábbi vereségért, és világbajnok lett. A pontverseny második helyén az argentin Carlos Reutemann végzett Jones előtt. A konstruktőrök között ismét a Williams lett a legjobb. Magára talált a Ferrari, a Renault-t követve elkezdett turbómotorokat építeni. Feltűnt a sportágban Ron Dennis, aki felvásárolta a McLaren csapatot. John Barnard elkészítette az első szénszálas karosszéria terveit. A belga nagydíjon az Arrows csapat egyik szerelője halálos balesetet szenvedett.

## Változások

### Csapatváltozások
- Miután az előző idény közepén a Theodore Racing magába olvasztotta a Shadow csapatot, már csak a Theodore nevezett, a Shadow pedig megszűnt.
- A RAM csapat, amely az előző évben egy Williams kasztnival versenyzett, ezúttal nem nevezett. Helyettük a March volt az, amely visszatért, ugyanazzal az autóval.
- A Formula–2-ben elért sikerek után a Toleman istálló is benevezett. Eredetileg Lancia motorokat használtak volna, végül a Hart turbómotorjaira esett a választásuk.
- A Ligier csapat főszponzorai a Talbot és nagy francia márkák lettek, és a Matra V12-es motorjait kezdték el használni.

### Pilótaváltozások
- Didier Pironi átigazolt a Ligier csapattól a Ferrarihoz, ahonnét pedig Jody Scheckter távozott (visszavonult). Pótlására Jean-Pierre Jabouille-t kérték fel, de az idény elején még mindig lábadozott az 1980-as kanadai nagydíjon elszenvedett sérüléseiből. Ezért az első két versenyre még mindig a korábbi, már távozott pilótájukat, Jean-Pierre Jarier-t hívták vissza.
- A Renault sikeresen leigazolta Alain Prostot, annak ellenére, hogy neki élő kétéves szerződése volt a McLaren csapatával. A helyére a főszponzor Marlboro Andrea de Cesarist ajánlotta, akinek az Alfa Romeótól kellett távoznia Mario Andretti érkezése miatt. Andretti helyére a Lotus csapathoz Nigel Mansell érkezett.
- A Tyrrell mindkét pilótáját elvesztette, ezért Eddie Cheever érkezett hozzájuk az Osellától, valamint az újonc Kevin Cogan.
- A kisebb csapatok esetében tíz pilótacsere történt.

### Szezon közbeni változások
- Miután Kevin Cogan nem tudott kvalifikálni az idénynyitó versenyre, a Tyrrell megvált tőle, és Ricardo Zunino került be a helyére, aki az előző idényben már versenyzett a Brabhammel. Két futam után tőle is megváltak, és helyette Michele Alboreto ült be.
- A San Marinó-i nagydíj első körében az Osella pilótáját, Miguel Ángel Guerrát eltalálta hátulról Eliseo Salazar, így a falnak csapódott, amitől eltört a csuklója és a könyöke. Helyette Piercarlo Ghinzani ülhetett be a csapathoz, majd egy verseny erejéig Giorgio Francia, a szezon végén pedig Jean-Pierre Jarier.
- A belga nagydíjtól kezdve az ATS csapattól elbocsátották Jan Lammerst, a helyére Slim Borgudd került, az ABBA dobosa, pusztán csak azért, mert a zenekar logója az autók oldalán befektetőket vonzott.
- A spanyol nagydíj előtt Eliseo Salazar a March csapattól az Ensign-hoz igazolt, Marc Surer helyére, aki a Theodore csapathoz ment, azért, mert onnan Patrick Tambay meg a Ligierhez. Mindezt azért, mert Jean-Pierre Jabouille sajnos nem tudott felépülni a sérüléseiből, és ez a pályafutása végét jelentette.
- Az utolsó két versenyen debütált az Arrows csapat színeiben Jacques Villeneuve Sr. (a későbbi világbajnok nagybátyja), miután Siegfrid Stohr a belga nagydíjon történtek hatására traumatizálódott és többé nem állt rajthoz.

## Nagydíjak
| #   | Verseny                 | Dátum          | Pálya                     | Győztes pilóta    | Győztes csapat | Összefoglaló |
| --- | ----------------------- | -------------- | ------------------------- | ----------------- | -------------- | ------------ |
| 343 | nyugat-amerikai nagydíj | Március 15.    | Long Beach                | Alan Jones        | Williams-Ford  | Összefoglaló |
| 344 | brazil nagydíj          | Március 29.    | Jacarepaguá               | Carlos Reutemann  | Williams-Ford  | Összefoglaló |
| 345 | argentin nagydíj        | Április 12.    | Oscar Gálvez              | Nelson Piquet     | Brabham-Ford   | Összefoglaló |
| 346 | San Marinó-i nagydíj    | Május 3.       | Imola                     | Nelson Piquet     | Brabham-Ford   | Összefoglaló |
| 347 | belga nagydíj           | Május 17.      | Zolder                    | Carlos Reutemann  | Williams-Ford  | Összefoglaló |
| 348 | monacói nagydíj         | Május 31.      | Monaco                    | Gilles Villeneuve | Ferrari        | Összefoglaló |
| 349 | spanyol nagydíj         | Június 21.     | Jarama                    | Gilles Villeneuve | Ferrari        | Összefoglaló |
| 350 | francia nagydíj         | Július 5.      | Dijon-Prenois             | Alain Prost       | Renault        | Összefoglaló |
| 351 | brit nagydíj            | Július 18.     | Silverstone               | John Watson       | McLaren-Ford   | Összefoglaló |
| 352 | német nagydíj           | Augusztus 2.   | Hockenheimring            | Nelson Piquet     | Brabham-Ford   | Összefoglaló |
| 353 | osztrák nagydíj         | Augusztus 16.  | Österreichring            | Jacques Laffite   | Ligier-Matra   | Összefoglaló |
| 354 | holland nagydíj         | Augusztus 30.  | Zandvoort                 | Alain Prost       | Renault        | Összefoglaló |
| 355 | olasz nagydíj           | Szeptember 13. | Monza                     | Alain Prost       | Renault        | Összefoglaló |
| 356 | kanadai nagydíj         | Szeptember 27. | Circuit Gilles Villeneuve | Jacques Laffite   | Ligier-Matra   | Összefoglaló |
| 357 | Las Vegas-i nagydíj     | Október 17.    | Caesars Palace            | Alan Jones        | Williams-Ford  | Összefoglaló |

A szezont eredetileg február 7-én nyitották volna meg Kyalamiban (Dél-Afrika), de a FISA-FOCA háború történései miatt ezt a versenyt bajnokságon kívülinek nyilvánították. Csak Ford-Cosworth szívómotoros csapatok vettek rajta részt, olyan technikai megoldások alkalmazásával, amiket 1981-ben egyébként betiltottak.
Emiatt Long Beach-ben indult az idény, miután a brazil és az argentin nagydíjak március végére, április elejére kerültek. A brazil verseny új helyszíne Jacarepaguá lett, miután Interlagos kapcsán komoly biztonsági kockázatok merültek fel.
Az olasz nagydíj egy év kihagyás után visszatért Monzába, a pályát felújították, és új épületet kapott a boxutca is. Mindazonáltal Imola sem maradt verseny nélkül, itt San Marinó-i nagydíj néven rendeztek versenyt.
Miután 1980-ban botrányos körülmények közepette végül kihagyták a bajnoki küzdelmekből, 1981-ben ismét visszatért a spanyol nagydíj.
A rotációs rendszer miatt a francia nagydíjat ebben az évben nem a Paul Ricard-on, hanem Dijonban rendezték, és így került vissza a brit nagydíj is Silverstone-ba Brands Hatch-ből.
A szezonzáró futamra Watkins Glenben került volna sor, de az amerikai versenypálya pénzügyi nehézségei miatt lefújták. Helyette Las Vegasban rendeztek futamot, a Caesars Palace kaszinó parkolójában.

## Szabályváltozások
- Előszr a sportág történetében kötelező kelléke lett a versenyautóknak a túlélőcella, amelynek a pilóták lábán is túl kellett nyúlnia és megerősített anyagból kellett készülnie.[4]
- 585 kilogrammra emelték 575-ről az autók minimális tömegét.[4]
- Bizonyos pályákon először alkalmaztak gumifalakat.[5]
- A boxutcáknak kötelezően legalább 10 méter szélesnek kellett lenniük.[4]
- A rajtrácson a versenyzők immár 1x1x1-es mintázat alapján álltak fel, nem egy eltolt 2x2-es alapján.[5]

## Az idény

### A nem bajnoki dél-afrikai nagydíj
A dél-afrikai versenyt február 7-én tartották a Johannesburgtól nem messzi Kyalamiban. Eredetileg ez lett volna a bajnokság nyitófutama, de utólag kivették a bajnoki futamok közül. Ennek a folyamatban lévő FISA-FOCA háború volt az oka: a FISA olyan változtatásokat várt el a szervezőktől, amibe ők nem akartak belemenni. Végülis a versenyt megrendezték, de hivatalosan ez egy Formula Libre verseny volt, amelyen csak a FOCA csapatai vettek részt. Nem volt jelen tehát a Ferrari, a Ligier, az Osella, a Renault, és az Alfa Romeo sem – mind a FISÁ-t támogató istállók voltak. Valamennyi autó az 1980-as szabályoknak megfelelő volt, tehát rajtuk volt a sokat vitatott mozgó szoknya-elem az autók oldalán, amely elősegítette, hogy minél nagyobb leszorítóerő maradjon a kasztnik alatt. 
Az időmérő edzés az előző év nagyjainak csatájáról szólt. A brabhames Nelson Piquet küzdött a Williams két pilótájával, Alan Jones-szal és Carlos Reutemann-nal, és meg is szerezte előlük a pole pozíciót. Reutemann elég komoly bajba került a szakasz végén, ugyanis kicsúszott és feltekeredett a pályát övező drótkerítésre. A kerítés a nyaka köré tekeredett ls elkezdte őt fojtogatni, ő pedig sehogy sem tudott kiszabadulni. Csak a pályabírók gyors intézkedésének volt köszönhető, hogy nem fulladt meg. Ő egyébként második lett, mögötte Alan Jones, Keke Rosberg, Elio de Angelis, Riccardo Patrese, Ricardo Zunino, Nigel Mansell és Andrea de Cesaris végeztek.
A verseny nedves körülmények közt zajlott, habár az eső a rajt előtt nem sokkal állt el. Reutemann és Rosberg merészen slick gumikra váltottak, a többiek viszont esőgumival kezdték meg a versenyt. Ez nem jött be, alaposan visszaestek, miközben Piquet megtartotta a vezető helyet. Reutemann visszaestt de Angelis és a jól rajtoló Jan Lammers mögé. Lammers azonban a vizes aszfalton megpördült a második körben, és kicsúszott. Még vissza tudott jönni a versenybe, de hamarosan kiállt fékhiba miatt. Mansell jól vette a rajtot és a negyedik helyre került, Jones viszont visszaesett hatodiknak. Mikörben de Angelis, Mansell és Watson egymással csatáztak, Jones elkezdett visszajönni a versenybe. A 11. körben Geoff Lees kicsúszott és nekirohant a pálya széli kerítésnek, ahol az egyik oszlop fejbetalálta. Egy pillanatra az eszméletét is elvesztette és a pályabíróknak kellett kisegíteniük az autóból. Közben elkezdett száradni a pálya és többen slickekre váltottak. Jones volt az első, de elhamarkodottan tette ezt, mert a kivezető körén megcsúszott és összetörte az autó hátulját. Piquet és John Watson maradtak kint a legtovább, és miután kiálltak, Reutemann örökölte meg az első helyet. Kényelmes előnye volt és most fizetődött ki igazán a verseny eleji döntése a gumiválasztásról. Az 51. körben a mezőny női versenyzője, Desiré Wilson is kicsúszott. Reutemann lett a futamgyőztes, mögötte de Angelis és Rosberg lettek a dobogósok.

### Nyugat-amerikai nagydíj
A végül a szezont is megnyitó versenyre Long Beach-en került sor, amely nem messze volt Los Angelestől. A Goodyear úgy döntött, hogy visszalép, ezért mindenki a Michelin abroncsait választotta. Itt már valamennyi versenyautó az 1981-es szabályoknak megfelelő volt, azaz nem volt rajtuk mozgatható szoknya, és legalább 6 centiméterre volt az aljuk az aszfalttól. Az időmérő meglepetéssel végződött, mert Patrese szerzett pole pozíciót az Arrows-szal, mögötte Jones és Reutemann végzett. A versenyen az időjárás tökéletes volt, Gilles Villeneuve remek rajtot vett a negyedik helyről, és már-már megszerezte a vezetést, de túlvállalta magát, így Patrese megtarthatta azt. A rajt után Prost és de Cesaris összeütköztek és mindketten kiestek. A második körben Reutemann megelőzte Jonest, és sokáig így is maradt az első hat versenyző. A 17. körben Pironi megelőzte Piquet-t a negyeidk helyért, Villeneuve autója pedig megállt, a hatdoik helyet így Eddie Cheever örökölte meg. A 25. körben Patresének technikai gondjai támadtak, így Reutemann átvette a vezetést. Miközben Alan Jones felzárkózott rá, az argentin Marc Surer lekörözése közben hibázott, és ez elég is volt, hogy megelőzze. A 41. körben Cheever és Jacques Laffitte összeütköztek. A futam végül kettős Williams-győzelemmel zárult: Jones és Reutemann után Piquet lett a harmadik.

### Brazil nagydíj
A száguldó cirkusz mezőnye ezúttal helyszínt váltott: második alkalommal jöttek a Rio de Janeiro melletti Jacarepagua Autodrome-ba.1972 és 1980 között ezt a futamot Interlagosban rendezték, csakhogy felmerültek komoly biztonsági problémák, ráadásul a pálya környékének fokozatos szlömösödése a sportág imidzsét is rontotta. A mezőnyben minimális változások voltak: a Tyrrell csapattal versenyzett Ricardo Zunino, és a McLaren nem hozta el ide az első futamon bemutatott vadonatúj, szénszálas karosszériájú autóját, az MP4/1-est. Jean-Pierre Jabouille megpróbálkozott a kvalifikációval, de az előző évben elszenvedett sérüléseiből jól láthatóan nem épült fel, így inkább felhagyott vele. Technikai fronton voltak érdekes hírek: a Lotus egy forradalmian új autóval, az ikerkasztnis 88-assal szeretett volna próbálkozni, és már ekkor beszéltek arról, hogy a Brabham hidropneumatikus felfüggesztést használ, hogy verseny közben a 6 cm-es kötelező minimum magasság alá tudjanak menni. A pole pozíciót Piquet szerezte meg a két Williams előtt. A verseny nedves aszfalton kezdődött, mert a futam előtt esett az eső. Piquet slick gumikkal próbálkozott, egyedüliként az élmezőnyből. Prost rosszul rajtolt és összeütközött Villeneuve-vel, a balesettel pedig érintett lett René Arnoux, Eddie Cheever, Siegfrid Stohr és Chico Serra is. Reutemann átvette a vezetést Jones, Patrese, Giacomelli és de Angelis előtt. Később de Angelis megelőzte Giacomellit, aki kicsúszott és Rosberg is megelőzte. Később aztán John Watson, aki rossz helyről rajtolt, felküzdötte magát egészen negyediknek, majd Jarier őt is megelőzte. A 29. körben Jarier kicsúszott és emiatt két helyet visszaesett. A 35. körben erősödni kezdett az eső, emiatt Watson kipördült, Surer és Laffite pedig feljöttek a negyedik-ötödik helyre. Az utolsó körökben a két Ligier helyet cserélt, és az élen is hasonlót vártak a Williams pilótáitól. Reutemann-nak el kellett volna engednie Alan Jones-t, akit a csapat mint címvédőt favorizált. Hiába lengettek be egy táblát is, Reutemann nem tett semmit és ő nyerte meg a futamot. Jones dühöngött és nem vett részt a díjátadó ceremónián sem. A harmadik helyre Patrese érkezett meg.

### Argentin nagydíj
Reutemann hazai versenyét általában januárban tartották meg, ezúttal azonban áprilisban, amikor ott már hűvösebb volt az idő. Az előző futam befutója miatt még mindig nagy volt a feszültség a Williamsnél, ezalatt pedig a Lotus 88-as autónak újfent megtiltották, hogy bevetésre kerüljön. Emiatt a Lotus csapatfőnöke, Colin Chapman olyan dühös lett, hogy már a szabadedzés előtt távozott. Viták kezdődtek a Brabham sajátos hidropneumatikus felfüggesztése miatt is, amellyek jól láthatóan kijátszották a hasmagasságra vonatkozó szabályokat. Jabouille ismét megpróbált kvalifikálni, szintén sikertelenül. Nem sikerült a kvalifikálás a két Osellának és Eliseo Salazar March-jának sem. Az új felfüggesztéssel Piquet kényelmesen szerezte meg a pole pozíciót, mögüle Alain Prost és Alan Jones rajtolhatott. A versenyen Jones átvette a vezetést, de Piquet gyorsan visszalőzte és utána el is húzott a mezőnytől. A versenyt 25 másodperces előnnyel nyerte meg, mögötte Reutemann lett a második, Prost a harmadik, Jones pedig csak a negyedik. Akár kettős Brabham-győzelem is lehetett volna, ha Hector Rebaque autója nem hibásodik meg a futam közepén.
Politikai okokból és a versenyzők 1982-es sztrájkja miatt az argentin nagydíj hosszú időre kikerült a naptárból, és csak 1995-ben tért vissza.

### San Marinó-i nagydíj
Három héttel később indult az európai szezon, méghozzá azon a helyszínen, ahol az előző évben az olasz nagydíjat tartották. A Bolognától alig ötven kilométerre lévő imolai Autodromo Dino Ferrari versenypályán lévő futamot San Marino neve alatt rendezték. A Lotus ki akarta hagyni a versenyt, de a betiltott 88-as helyett már készítették az új, 87-es megjelölésű autót. Eddigre az összes autót hidropneumatikus felfüggesztéssel szereltek fel, így a viták elcsitultak. Ezen a versenyen debütált a Toleman csapat, amely Hart turbómotorokat használt, de egyik versenyzője sem tudott kvalifikálni. A Tyrrell lecserélte Ricardo Zuninót egy ifjú tehetségre, Michele Alboretóra, aki támogatást is hozott magával. Ekkor jelentették be a hírekben azt is, hogy Watkins Glenben valószínűleg nem tartanak futamot abban az évben. A pole pozíciót Gilles Villeneuve szerezte meg, hét tizeddel Carlos Reutemann és a harmadik René Arnoux előtt. A hetedik helyen zárt John Watson, aki először próbálta ki versenykörülmények között a McLaren MP4/1-est.
Vizes pályán indult a futam, ami káprázatosan kezdődött a Ferrari számára: Villeneuve maradt az élen, Pironi pedig a második helyig tört előre. Eközben Miguel Angel Guerra Osellája összeütközött Eliseo Salazar March-jával, és végül a falban landolt. A pilótát ki kellett szabadítani a roncsok közül, és súlyos lábsérülései is keletkeztek, melyek miatt aktív pályafutása véget is ért. Ezalatt a két Ferrari elhúzott az élen, Reutemann pedig a harmadik helyen követte őket. Ő megpróbálta megakadályozni, hogy Jones, a csapattársa megelőzze, emiatt összekoccantak, és Jones-nak első szárnyat kellett cserélnie. Patrese így egy hellyel feljebb ugrott, majd miután Reutemann hibázott, már rögtön harmadik lett. Villeneuve a 14. körben kiállt slick gumikért, de két kör múlva vissza kellett állnia, mert újra elkezdett esni az eső. Így Pironi örökölte meg a vezető helyet, mögötte Patresével, és már jött Piquet, aki sikeresen áthámozta magát mindkettejükön és megszerezte a vezetést. Pironi egy korábbi sérülés miatt elkezdett visszaesni és végül csak ötödik lett. A nagy izgalmakat hozó versenyt Piquet nyerte, Patrese és Reutemann előtt.

### Belga nagydíj
A Zolderben rendezett futam nem az izgalmakról, hanem a botrányoktól és a tragédiáktól lett hírhedt. A Brabham hidraulikus felfüggesztése miatt továbbra is állt a bál, ráadásul az elfogadott Concorde-szerződés miatt a nevező 32 autó egyszerűen túl sok volt. Ezért lényegében arra kényszerítették az ATS és a Theodore csapatokat, hogy lépjenek vissza a hétvégétől. Az ATS kirúgta Jan Lammerst, de csak egy autót indított a hétvégén, mégpedig az éppen Lammers helyére beülő Slim Borguddal a volánnál. Az Osella csapat az előző futamon megsérült Guerra helyére Piercarlo Ghinzanit ültette. A hétvége első tragikus eseménye is az Osellához köthető: Carlos Reutemann véletlenül elgázolta az egyik szerelőjüket, Giovanni Amadeót, aki koponyatörést szenvedett, és a versenyt követő hétfőn a kórházban elhunyt. Az eset rávilágított egy súlyos problémára, ami miatt a pilóták tübbször panaszkodtak: hogy túlzsúfolt a boxutca.
A pole pozíciót Reutemann szerezte meg, mögötte Piquet lett a második, Pironi pedig a harmadik. A futam aztán elképesztő körülmények között zajlott. A pilóták először is demonstrálni kezdtek a biztonság miatt, amivel a szövetség szerintük nem törődik, emiatt a rajt megcsúszott. Mikor a versenyzők elrajtoltak, az Arrows egyik szerelője, Dave Luckett beugrott a pályára, hogy segítsen beindítani Patrese lefulladt autóját – éppen akkor, amikor felvillantak a zöld lámpák. Luckettet elgázolta az Arrows másik versenyzője, Siegfrid Stohr, akinek mindkét lába eltört és az eszméletét is elvesztette. A káosz tovább folytatódott: miközben a versenyzők megkezdték a második kört, a célegyenesben még mindig ott állt a két Arrows, ráadásul pályabírók kezdtek el beugrálni, és a versenyirányítás helyett, amely nem csinált semmit, elkezdtek integetni, hogy megállítsák a mellettük teljes gázzal elrobogó mezőnyt. Miután a piros zászlót továbbra sem lengették be, végül a pályabírók sikeresen megállították a versenyt. Luckettet kórházba vitték és csodával határos módon túlélte az esetet.
A verseny újraindításakor már egyik Arrows sem volt ott. Pironi megszerezte a vezetést Reutemann és Piquet előtt. Alan Jones jó versenyt futott, de egy előzési manőver közben összeakaszkodott Piquet-vel, aki kiesett. A dühös brazil később nekiment Jones-nak a boxutcában, és majdnem összeverekedtek.Jones nyolc körrel később esett ki, váltóhiba miatt nekiütközött a falnak. Az élen ekkor Reutemann, Laffite és Mansell álltak, és így is futottak be, miután a megérkező eső miatt a versenytávot megszakították a háromnegyedénél.

### Monacói nagydíj
Mivel túl sok autó volt a mezőnyben, ezért a futamra csak 26 versenyző kvalifikálhatott. Kiesett mindkét Toleman, mindkét March, és az egyetlen ATS a prekvalifikáción, és további hat autó nem tudta megfutni az időmérőn a kvalifikációhoz szükséges időt. A pole ismét Piquet-é lett, Villeneuve pedig második lett a leszorítóerőhiányos Ferrarival, Mansell pedig az itt debütáló Lotus 87-essel a harmadik helyet érte el. A rajtnál de Cesaris és Andretti összeakadtak, de egyébként az élen a helyzet változatlan maradt. Mansell aztán végül felfüggesztésproblémák miatt kiesett, majd Reutemann is, így Alan Jones tört előre, és már a győzelemért csatázott. Az 53. körben egy rossz előzési manőver miatt Piquet kicsúszott, így Jones került az élre, de csak néhány körig, mert meghibásodott az üzemanyagporlasztó. A 72. körben aztán Villeneuve megelőzte őt és meg is nyerte a versenyt, Jones csak második lett, Laffite pedig harmadik.

### Spanyol nagydíj
Az előző évben botrányos körülmények között zajló futamot Jaramában rendezték. A köztes időben Eliseo Salazar átigazolt az Ensign csapathoz. A pole pozíciót Laffite szerezte meg a Ligier-vel, mögötte Jones és Reutemann futottak be. A verseny napján elképesztő volt a hőség; a rajtot rosszul kapta el Laffite, aki mellett nemcsak a két Williams ment el, de Villeneuve is, aki még az első kör végéig feljött a második helyre. Jones lassan kiépített magának egy előnyt az élen, de a 14. körben kicsúszott, és emiatt már Villeneuve vezetett. Mögötte Reutemann haladt, valamint a Laffite-Watson-de Angelis trió. Reutemann idővel visszaesett váltóhiba miatt, de az első öt versenyző szorosan követte egymást. A Ferrari elég erős volt ahhoz, hogy elhúzzon az egyenesekben, de a kanyarokban mindig beérték. Végül Villeneuve megnyerte a versenyt, mögötte azonban Laffite, Watson, Reutemann és de Angelis is igen szorosan futottak be – 1,24 másodpercen belül, ami a sportág történetének második legszorosabb befutója lett.
Mivel alig voltak nézők, az időzítés is rossz volt, és a szervezők sem igazán akartak ezzel foglalkozni, a spanyol nagydíj ezután egészen 1986-ig kikerült a naptárból, és csak ekkor tért vissza, immár Jerezben.

### Francia nagydíj
A versenyt ezúttal Dijonban rendezték meg, és úgy érkezett meg ide a mezőny, hogy Reutemannak előnye volt Piquet-vel szemben az összetettben. Marc Surer a Theodore versenyzője lett, Patrick Tambay pedig a Ligier-hez került, miután Jabouille végleg feladta, hogy valaha versenyautóba próbáljon ülni. Mivel a mezőnyt már csak 30 autó alkotta, így nem volt szükség prekvalifikációra. Visszatért a Goodyear is, mint gumiszállító, a Williams és a Brabham pedig azonnal át is váltottak rájuk. A pole pozíciót Arnoux szerezte meg, mögötte viszont némi meglepetésre John Watson lett a második, és Prost a mási Renault-val csak harmadik. A versenyen a negyedik helyről rajtoló Piquet gyorsan az élre állt, de Villeneuve is nagyot ugrott előre, mert a 11. helyről az ötödikre került. Arnoux viszont nagyot zuhant hátra a kilencedik helyig, és csak szép lassan tudott innen valamelyest visszaevickélni. Eközben Prost már második volt. Az 58. körben hatalmas eső zúdult a pályára, ezért megszakították a versenyt. Miután kitisztult az ég, állórajtot rendeltek el, ahol mindenki onnan rajtolt, ahol a legutolsó kört befejezte. Piquet előnye meg is szűnt emiatt, ugyanis Prost lerajtolta. A francia ezen a versenyen szerezte meg karrierje első győzelmét, mögötte Watson lett a második, Piquet pedig harmadik.

### Brit nagydíj
A mezőny gyakorlatilag változatlanul érkezett meg Silverstone-ba. A Lotus megpróbálkozott a 88-as modell B-változatának nevezésével, de a FISA újra közbelépett és kizárással fenyegetőzött. Mivel másik autójuk nem volt, ezért kénytelenek voltak az egész hétvégétől visszalépni. A pole pozíciót ismét Arnoux szerezte meg, mögötte pedig Prost és Piquet következett. A brazil versenyző a szabadedzéseken már az új, BT50 jelölésű, BMW-turbómotorokat használó autóval körözött. A verseny napja ezúttal szombatra esett, és a rajt után Prost gyorsan elhúzott. Az ötödik körben Villeneuve kiütötte a versenyből Jonest és de Cesarist, Watson pedig majdnem beléjük ütközött. A 12. körben Piquet is kiesett, nekicsapódott a falnak, és lábsérülései miatt kórházba vitték. Később Prostnak motorhiba miatt ki kellett állnia, így Arnoux örökölte meg a vezető helyet. Watsonnak szerencséje volt, mert miközben előretört, Pironi autója is lerobbant, így már második volt. Az 50. körben aztán Arnoux motorja is vacakolni kezdett, Watson így átvette a vezetést és meg is nyerte a futamot. Mögötte Laffite és Reutemann lettek a dobogósok.

### Német nagydíj
A mezőny nagyobb változások nélkül érkezett Hockenheimbe, a Lotus istálló viszont már az új, 87-es modellekkel versenyzett. A Tyrrell Avon, a Lotus Goodyear, az Arrows pedig Pirelli abroncsokra váltott. Ezúttal is a két Renault végzett az időmérőn az élen, Prost majdnem fél másodpercet adott Arnoux-nak. A rajtnál is ő jött el elsőnek, míg a második helyen már Reutemann állt. A visszaeső Arnoux összekoccant Piquet-vel, defektet kapott és ki kellett állnia kereket cserélni. Eközben Pironi motorja is elszállt a második körben, így Prost mögött már a két Williams haladt. Jones előretört és már Prosttal kezdett el csatázni a győzelemért, mögöttük pedig szorosan a harmadk helyre feljövő Piquet állt. Az ő gumijai azonban nem bírták sokáig, így visszaesett Reutemann mögé. A 21. körben egy lekörözés közben Jones átvette a vezetést, Reutemann pedig motorhiba miatt kiesett a 28. körben. A verseny kétharmadánál elkezdett esni az eső, Prost pedig egyre nehezebben tudta vezetni az autóját, Piquet így feljött a második helyre. Ekkor váratlanul Jones autója is meghibásodott és elkezdett visszaesni. A befutó végül Piquet lett, mögötte Prost lett a második, Laffite pedig a harmadik.

### Osztrák nagydíj
Erre a futamra nem utazott el a Fittipaldi csapat, mert pénz hiányában nem volt elég motorjuk. A Tyrrell is Goodyear gumikra váltott, Cheevernek viszont nem sikerült velük kvalifikálnia magát. A magaslati levegőn a turbómotoros autóknak állt a zászló, így nem csoda, ha az első sorból a két Renault rajtolhatott, mögöttük pedig Villeneuve jött a Ferrarival. Ő a rajtnál meg is szerezte a vezetést, de a második kört elrontotta, át kellett vágnia a sikánt és visszaesett hatodiknak. Prost és Arnoux elhúztak az élen, a mögöttük haladó Pironi pedig a szintén turbómotoros autójával biztosította, hogy más üldözők ne is nagyon legyenek. Ez egy ideig működött is: a hetedik kör végére már kilenc autó torlódott fel Pironi mögött, akik nem tudták megelőzni az egyenesbeli tempó miatt, de a kanyarokban (a késleltetett turbóhatás miatt) mindig utolérték. Villeneuve végül egy komoly ütközés miatt kiesett, ezalatt Laffite egyre jobban zárkózott fel, és végül Pironi is bekerült a két Williams közé. Prost felfüggesztéshiba miatt kiesett, a vezetést Arnoux vette át, de a 39. körben az egyre feljebb törő Laffite őt is megelőzte és megszerezte a győzelmet. A dobogóra még Piquet fért fel.

### Holland nagydíj
A Fittipaldi csapat visszatért a rajtrácsra és már ők is Pirelli gumikat használtak. Egyebekben nem volt nagy változás, szokás szerint a két Renault végzett az időmérőn az élen, mögöttük pedig a két bajnoki rivális, Piquet és Reutemann. Andrea de Cesaris ugyan a 13. helyen végzett és indulhatott volna a futamon, de a McLaren visszaléptette őt. Ennek az volt az oka, hogy az olasz bár gyors pilóta volt, de borzasztóan sok hibát ejtett és az idény során már 19 alkalommal törte össze az autóját, ebből nyolcszor a versenyen, egyszer pedig meg is sérült. A csapat pedig nem akart még egy ilyen esetet kockáztatni.
A rajtnál eljött a két Renault, Villeneuve azonban keményen tört előre. Az előtte haladó Bruno Giacomelli figyelmetlen volt, és nem látta, hogy jön, ezért Villeneuve hátulról beleütközött az Alfa Romeóba, és egy hatalmas balesetet szenvedett. A következő kanyarban Andretti és Reutemann is ütköztek, ahogy Pironi és Tambay is. Az első kör végén így Prost és Arnoux mögött Jones haladt, de hamarosan Arnoux elkezdett visszaesni és többen meg is előzték. Jones megpróbálta megelőzni Prostot, de nem sikerült neki, sőt kuplunghiba miatt még Piquet is megelőzte a végén. Második helye egyben azt jelentette, hogy a bajnoki összetettben pontegyenlőséggel álltak az élen.

### Olasz nagydíj
A Monzában rendezett versenyre úgy érkeztek a csapatok, hogy Piquet és Reutemann mellett Prost is egyre inkább kezdett felzárkózni és esélyessé válni a bajnoki címre. Arnoux ismét pole pozíciót szerzett, Reutemann futott be másodiknak, Prost pedig harmadiknak. Alan Jones ötödik lett, pedig ő úgy érkezett meg a versenyre, hogy nem sokkal előtte Londonban öt ember alaposan összeverte. Ezen a versenyen indult el először a Tolemab csapat, miután Brian Henton sikeresen kvalifikált. A rajtot Pironi jól kapta el és a második helyre jött fel, de aztán Arnoux és Laffite is előretörtek. Villenuve követte őket, de a turbója megadta magát. Laffite defektet kapott, és végül az eső is megérkezett. Így az élre Prost, Jones és Reutemann kerültek, és így is futottak be.
Történt egy hatalmas baleset is a Lesmo kanyarban: John Watson autója csapódott neki hatalmas erővel a falnak, amelyből kiszakadt a motor, és amely a pályán landolt, Alboreto pedig belerohant. Az eset mutatta meg, hogy a szénszálas karosszériájú autók mennyivel biztonságosabbak a pilóták számára egy ütközéskor.

### Kanadai nagydíj
A hétvége előtt Alan Jones bejelentette a visszavonulását és azt beszélték, hogy Mario Andretti is így fog tenni. Niki Lauda felbukkant a McLaren háza táján, miután az egyik autójukat tesztelte Doningtonban, így az ő visszatéréséről is elkezdtek pletykálni.Miután Siegfrid Stohr többé nem akart autóba ülni, az Arrows leigazolta a helyére Jacques Villeneuve Sr.-t, Gilles Villeneuve testvérét. Az időmérőn Piquet végzett az élen, mögötte pedig Reutemann és Jones álltak. A verseny napján hűvös és esős lett az időjárás, Jones pedig keményen lerajtolta csapattársát. Reutemann kénytelen volt lehúzódni és emiatt többen is megelőzték. Villeneuve kipöccintette Arnoux-t, aki meglökte Pironit, így mindketten kiestek. A kanadai versenyző hamar a harmadik helyen találta magát, miután Jones kipördült, Piquet pedig óvatosságból lehúzódott. Így Prost állt az élre, mögötte Laffite haladt, aki a 13. körben az élre állt. Nem is engedte ki a kezéből a győzelmet, mögötte Watson és Villeneuve végeztek. A két bajnokaspiráns közül csak Piquet szerzett két pontot, ami azt jelentette, hogy a szezonzáróra egy pont különbséggel érkeztek, de még Laffite-nak is volt matematikai esélye világbajnoknak lenni.

### Las Vegas-i nagydíj
Miután Watkins Glen már májusban kikerült a naptárból, három hét szünet jött, hogy a mezőny végül a Las Vegas-i Caesars Palace hotel parkolójában kialakított pályán versenyezzen. A helyszín miatt többen kifejezték nemtetszésüket, hogy az alkalmas-e egyáltalán versenyzésre. Ezen a hétvégén Niki Lauda is bejelentette, hogy a következő évben visszatér a McLarennel. A pole pozíciót Reutemann szerezte meg, mögötte Jones lett a második. Neki már, minden mindegy alapon, eszébe sem jutott, hogy segítse a csapattársát a bajnoki cím megszerzésében, már csak kettejük konfliktusa miatt sem. Villeneuve lett a harmadik, Piquet pedig negyedik.
A száraz, meleg körülmények között Jones már a rajtnál átvette a vezetést, Reutemann pedig visszaesett az ötödik helyre. Piquet ekkor nyolcadik volt. Mivel Villeneuve feltartotta a mögötte haladókat, Jonest semmi nem akadályozta meg abban, hogy megnyerje a versenyt. Habár Prost megelőzte Villeneuve-öt egy idő után, ő sem tudta felvenni a lépést. Közben a két bajnokaspiráns a pontszerző zónán kívül haladt, de Piquet állt jobban – a 22. körben már a hatodik, pontszerző helyen állt. Villeneuve ekkor kiesett, így mindjárt ötödik lett, de Andretti ezután megelőzte őt. Kisvártatva aztán Giacomelli kicsúszása miatt újra ötödik lett, de ekkor Reutemann már hatodik volt. Ez azt jelentette, hogy pontegyenlőséggel álltak a tabella élén, de Piquet lett volna a világbajnok a több győzelme miatt. Andretti kiesése után mindketten egy helyet előreugrottak, de Reutemannt megelőzte a boxkiállását letöltő Prost és Mansell is. Miközben Prost a második helyig tört előre, Reutemann visszaesett Giacomelli mögé. A befutóig még változtak a pozíciók, de végül Jones nyert, mögött Prost és Giacomelli végeztek a dobogón. Mansell negyedik lett, Piquet ötödik, Laffite pedig hatodik. Mivel Reutemann nem szerzett pontot, így Piquet megszerezte első világbajnoki címét. A konstruktőri bajnoki cím a Williamsé lett.

## A bajnokság végeredménye

### Versenyzők
Az első hat versenyző kapott pontokat, és az idény végén csak a legjobb 11 eredmény számított az egyéni bajnokságban. A konstruktőri küzdelemben minden szerzett pontot feljegyeztek. Mivel egyik versenyzőnek sem volt több mint 11 pontszerzése, ezért végül mindenkinél számított minden pont.
| Helyezés | 1. | 2. | 3. | 4. | 5. | 6. | 7.-20. |
| -------- | -- | -- | -- | -- | -- | -- | ------ |
| Pont     | 9  | 6  | 4  | 3  | 2  | 1  | 0      |

| Helyezés | Versenyző                    | USW | BRA | ARG | SMR | BEL | MON | ESP | FRA | GBR | GER | AUT | NED | ITA | CAN | LVS | Pont |
| -------- | ---------------------------- | --- | --- | --- | --- | --- | --- | --- | --- | --- | --- | --- | --- | --- | --- | --- | ---- |
| 1        | Nelson Piquet                | 3   | 12  | 1   | 1   | Ki  | Ki  | Ki  | 3   | Ki  | 1   | 3   | 2   | 6   | 5   | 5   | 50   |
| 2        | Carlos Reutemann             | 2   | 1   | 2   | 3   | 1   | Ki  | 4   | 10  | 2   | Ki  | 5   | Ki  | 3   | 10  | 8   | 49   |
| 3        | Alan Jones                   | 1   | 2   | 4   | 12  | Ki  | 2   | 7   | 17  | Ki  | 11  | 4   | 3   | 2   | Ki  | 1   | 46   |
| 4        | Jacques Laffite              | Ki  | 6   | Ki  | Ki  | 2   | 3   | 2   | Ki  | 3   | 3   | 1   | Ki  | Ki  | 1   | 6   | 44   |
| 5        | Alain Prost                  | Ki  | Ki  | 3   | Ki  | Ki  | Ki  | Ki  | 1   | Ki  | 2   | Ki  | 1   | 1   | Ki  | 2   | 43   |
| 6        | John Watson                  | Ki  | 8   | Ki  | 10  | 7   | Ki  | 3   | 2   | 1   | 6   | 6   | Ki  | Ki  | 2   | 7   | 27   |
| 7        | Gilles Villeneuve            | Ki  | Ki  | Ki  | 7   | 4   | 1   | 1   | Ki  | Ki  | 10  | Ki  | Ki  | Ki  | 3   | Kiz | 25   |
| 8        | Elio de Angelis              | Ki  | 5   | 6   | Vi  | 5   | Ki  | 5   | 6   | Kiz | 7   | 7   | 5   | 4   | 6   | Ki  | 14   |
| 9        | René Arnoux                  | 8   | Ki  | 5   | 8   | NK  | Ki  | 9   | 4   | 9   | 13  | 2   | Ki  | Ki  | Ki  | Ki  | 11   |
| 10       | Héctor Rebaque               | Ki  | Ki  | Ki  | 4   | Ki  | NK  | Ki  | 9   | 5   | 4   | Ki  | 4   | Ki  | Ki  | Ki  | 11   |
| 11       | Riccardo Patrese             | Ki  | 3   | 7   | 2   | Ki  | Ki  | Ki  | 14  | 10  | Ki  | Ki  | Ki  | Ki  | Ki  | 11  | 10   |
| 12       | Eddie Cheever                | 5   | HN  | Ki  | Ki  | 6   | 5   | HN  | 13  | 4   | 5   | NK  | Ki  | Ki  | 12  | Ki  | 10   |
| 13       | Didier Pironi                | Ki  | Ki  | Ki  | 5   | 8   | 4   | 15  | 5   | Ki  | Ki  | 9   | Ki  | 5   | Ki  | 9   | 9    |
| 14       | Nigel Mansell                | Ki  | 11  | Ki  | Vi  | 3   | Ki  | 6   | 7   | NK  | Ki  | Ki  | Ki  | Ki  | Ki  | 4   | 8    |
| 15       | Bruno Giacomelli             | Ki  | HN  | 10  | Ki  | 9   | Ki  | 10  | 15  | Ki  | 15  | Ki  | Ki  | 8   | 4   | 3   | 7    |
| 16       | Marc Surer                   | Ki  | 4   | Ki  | 9   | 11  | 6   |     | 12  | 11  | 14  | Ki  | 8   | NK  | 9   | Ki  | 4    |
| 17       | Mario Andretti               | 4   | Ki  | 8   | Ki  | 10  | Ki  | 8   | 8   | Ki  | 9   | Ki  | Ki  | Ki  | 7   | Ki  | 3    |
| 18       | Andrea de Cesaris            | Ki  | Ki  | 11  | 6   | Ki  | Ki  | Ki  | 11  | Ki  | Ki  | 8   | NI  | 7   | Ki  | 12  | 1    |
| 19       | Patrick Tambay               | 6   | 10  | Ki  | 11  | NK  | 7   | 13  | Ki  | Ki  | Ki  | Ki  | Ki  | Ki  | Ki  | Ki  | 1    |
| 20       | Slim Borgudd                 |     |     |     | 13  | NK  | NK  | NK  | NK  | 6   | Ki  | Ki  | 10  | Ki  | Ki  | NK  | 1    |
| 21       | Eliseo Salazar               | NK  | NK  | NK  | Ki  | NK  | NK  | 14  | Ki  | NK  | HN  | Ki  | 6   | Ki  | Ki  | HN  | 1    |
| 22       | Jean-Pierre Jarier           | Ki  | 7   |     |     |     |     |     |     | 8   | 8   | 10  | Ki  | 9   | Ki  | Ki  | 0    |
| 23       | Siegfried Stohr              | NK  | Ki  | 9   | NK  | Ki  | Ki  | Ki  | NK  | Ki  | 12  | Ki  | 7   | NK  |     |     | 0    |
| 24       | Derek Daly                   | NK  | NK  | NK  | NK  | NK  | NK  | 16  | Ki  | 7   | Ki  | 11  | Ki  | Ki  | 8   | NK  | 0    |
| 25       | Chico Serra                  | 7   | Ki  | Ki  | NK  | Ki  | NK  | 11  | NI  | NK  | NK  |     | NK  | NK  | NK  | NK  | 0    |
| 26       | Keke Rosberg                 | Ki  | 9   | Ki  | Ki  | Ki  | NK  | 12  | Ki  | Ki  | NK  |     | NK  | NK  | NK  | 10  | 0    |
| 27       | Michele Alboreto             |     |     |     | Ki  | 12  | Ki  | NK  | 16  | Ki  | NK  | Ki  | 9   | Ki  | 11  | 13  | 0    |
| 28       | Brian Henton                 |     |     |     | NK  | NK  | NK  | NK  | NK  | NK  | NK  | NK  | NK  | 10  | NK  | NK  | 0    |
| 29       | Jan Lammers                  | Ki  | NK  | 12  | Ki  |     |     |     |     |     |     |     |     |     |     |     | 0    |
| 30       | Piercarlo Ghinzani           |     |     |     |     | 13  | NK  |     |     |     |     |     |     |     |     |     | 0    |
| 31       | Ricardo Zunino               |     | 13  | 13  |     |     |     |     |     |     |     |     |     |     |     |     | 0    |
| —        | Beppe Gabbiani               | Ki  | NK  | NK  | Ki  | Ki  | NK  | NK  | NK  | NK  | NK  | NK  | NK  | NK  | NK  | NK  | 0    |
| —        | Jean-Pierre Jabouille        |     |     | NK  | HN  | Ki  | NK  | Ki  |     |     |     |     |     |     |     |     | 0    |
| —        | Derek Warwick                |     |     |     | NK  | NK  | NK  | NK  | NK  | NK  | NK  | NK  | NK  | NK  | NK  | Ki  | 0    |
| —        | Miguel Ángel Guerra          | NK  | NK  | NK  | Ki  |     |     |     |     |     |     |     |     |     |     |     | 0    |
| —        | Jacques Villeneuve (idősebb) |     |     |     |     |     |     |     |     |     |     |     |     |     | NK  | NK  | 0    |
| —        | Kevin Cogan                  | NK  |     |     |     |     |     |     |     |     |     |     |     |     |     |     | 0    |
| —        | Ricardo Londono              |     | NK  |     |     |     |     |     |     |     |     |     |     |     |     |     | 0    |
| —        | Giorgio Francia              |     |     |     |     |     |     | NK  |     |     |     |     |     |     |     |     | 0    |
| Helyezés | Versenyző                    | USW | BRA | ARG | SMR | BEL | MON | ESP | FRA | GBR | GER | AUT | NED | ITA | CAN | LVS | Pont |

### Konstruktőrök
| Helyezés | Konstruktőr     | Model           | Motor               | Gumi  | Győzelem | Dobogós hely | Pole | Leggy. kör | Pont |
| -------- | --------------- | --------------- | ------------------- | ----- | -------- | ------------ | ---- | ---------- | ---- |
| 1        | Williams-Ford   | FW07B FW07C     | Ford Cosworth DFV   | M G   | 4        | 13           | 2    | 7          | 95   |
| 2        | Brabham-Ford    | BT49C           | Ford Cosworth DFV   | M G   | 3        | 7            | 4    | 1          | 61   |
| 3        | Renault         | RE20B RE30      | Renault-Gordini EF1 | M     | 3        | 7            | 6    | 2          | 54   |
| 4        | Ligier-Matra    | JS17            | Matra MS81          | M     | 2        | 7            | 1    | 1          | 44   |
| 5        | Ferrari         | 126CK           | Ferrari 021         | M     | 2        | 3            | 1    | 2          | 34   |
| 6        | McLaren-Ford    | M29C M29F MP4/1 | Ford Cosworth DFV   | M     | 1        | 4            |      | 1          | 28   |
| 7        | Lotus-Ford      | 81 87 88 88B    | Ford Cosworth DFV   | M G   |          | 1            |      |            | 22   |
| 8        | Tyrrell-Ford    | 010 011         | Ford Cosworth DFV   | M A G |          |              |      |            | 10   |
| 9        | Alfa Romeo      | 179B 179C 179D  | Alfa Romeo 1260     | M     |          | 1            |      |            | 10   |
| 10       | Arrows-Ford     | A3              | Ford Cosworth DFV   | M P   |          | 2            | 1    |            | 10   |
| 11       | Ensign-Ford     | N180B           | Ford Cosworth DFV   | A M   |          |              |      | 1          | 5    |
| 12       | Theodore-Ford   | TY01            | Ford Cosworth DFV   | A G   |          |              |      |            | 1    |
| 13       | ATS-Ford        | D4 HGS          | Ford Cosworth DFV   | A M   |          |              |      |            | 1    |
| 14       | Fittipaldi-Ford | F8C             | Ford Cosworth DFV   | M A P |          |              |      |            |      |
| 15       | Osella-Ford     | FA1B FA1C       | Ford Cosworth DFV   | M     |          |              |      |            |      |
| 16       | March-Ford      | 811             | Ford Cosworth DFV   | A M   |          |              |      |            |      |
| 17       | Toleman-Hart    | TG181           | Hart 415T           | P     |          |              |      |            |      |